# Керолін Дандо
Керолін Дандо (англ. Carolyn Dando; нар. 28 квітня 1989) — новозеландська модель і акторка театру та кіно.

## Біографія
Керолін Дандо народилася 1989 року в Окленді, з дитинства займалася співом. У 10-річному віці вона виступила на концерті від організації World Vision International. Через рік вона мала сольний виступ на регіональному шкільному хоровому фестивалі. З 14 років Керолін вивчала класичний спів та гру на фортепіано, брала участь у конкурсах співу.
З 2009 по 2012 рік Дандо вивчала драму та танець у своєму рідному місті Окленді. У 2010 році вона виконала роль Пенні в серіалі «Шортланд-стріт». Надалі вона ще кілька разів з'явилася на телебаченні, переважно у невеликих або епізодичних ролях. Також працює моделлю. Мешкає в Окленді.

## Кар'єра
Дандо розпочала акторську кар'єру зі шкільних постановок, згодом приєдналася до місцевого театрального клубу. 2006 року вона вперше з'явилася на екрані, знявшись у телефільмі «Смертельний контакт: Пташиний грип в Америці». Також грала у театрі Окленда. Однак, популярність до неї прийшла після ролі у фільмі 2009 року «Милі кістки». За словами режисера Пітера Джексона, він шукав виконавицю на роль Рут по всьому світу, однак у результаті вибрав маловідому акторку Дандо, яка на той момент працювала офіціанткою.